# Портрет молодого человека (рисунок)
«Портрет молодого человека» или «Молодой человек» — акварель азербайджанского художника Мирзы Кадыма Эривани, написанная акварелью в середине XIX века. Хранится в Баку, в Национальном музее искусств. В этой работе Эривани, как и в некоторых других его работах, отмечается умелое сочетание декоративности с объёмно-пластической моделировкой формы. 
Мирза Кадым Эривани исполнил образ молодого человека в трёхмерном пространстве конкретного интерьера, что свидетельствует о важном переломе, наметившемся в азербайджанском искусстве Нового времени. Тем не менее эта работа ещё демонстрирует связь с традициями миниатюры Востока средних веков.

## Описание
Работа выполнена акварелью на бумаге размером 21 на 12 см.
Фоном портрета юноши выбрана стена, покрытая росписью, изящный ромбовидный узор которой дополнен вписанными в каждый ромб стилизованными цветами голубого цвета. Доходящие до плеч молодого человека волосы — чёрные. По словам искусствоведа Натальи Миклашевской, выражение лица портретируемого в связи с расплывчатым рисунком пухлых губ, выглядит несколько капризным.
На юноше архалук из тирьмы с короткими рукавами. Растительный узор украшает кайму архалука. Одежда распахнута. Под верхней одеждой можно разглядеть голубой «дон». Тёмно-синии брюки, согласно Миклашевской, дополняют яркость одежды.
В нижней части стены Эривани изобразил горизонтальный плинтус охристого цвета. На ней прочитывается следующая надпись: 
Портрет его превосходительства благородного Веджиуллы Мирзы. Написал нижайший Мирза Кадым Эривани.

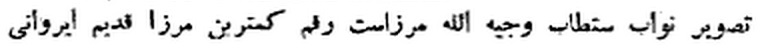
Репродукция оригинала надписи

В связи с тем, что текст надписи был прочитан ошибочно, под неверным названием была известна и сама работы. Так, при внесении в инвентарную книгу Азербайджанского музея искусств слово «навваб» (благородный) прочли как имя собственное. В результате, эта работа представлялась как портрет художника Мир Мохсуна Навваба в молодости.